# Államok vezetőinek listája 1952-ben
Ezen az oldalon az 1952-ben fennálló államok vezetőinek névsora olvasható földrészek, majd országok szerinti bontásban.

## Európa
- Albánia (népköztársaság)
  - A kommunista párt főtitkára – Enver Hoxha (1944–1985)
  - Államfő – Omer Nishani (1944–1953), lista
  - Kormányfő – Enver Hoxha (1944–1954), lista
- Andorra (parlamentáris társhercegség)
  - Társhercegek
    - Francia társherceg – Vincent Auriol (1947–1954), lista
    - Episzkopális társherceg – Ramon Iglesias i Navarri (1943–1969), lista
- Ausztria (szövetséges megszállás alatt)
  - Államfő – Theodor Körner (1951–1957), lista
  - Kancellár – Leopold Figl (1945–1953), szövetségi kancellár lista
  - Amerikai főbiztos – 
    1. Walter J. Donnelly (1950–1952)
    2. Llewellyn Thompson (1952–1955)

  - Brit főbiztos –Harold Caccia (1950–1954)
  - Francia főbiztos – Jean Payart (1950–1955)
  - Szovjet főbiztos – Vlagyimir Szviridov (1949–1953)
- Belgium (parlamentáris monarchia)
  - Uralkodó – I. Baldvin király (1951–1993)
  - Kormányfő – 
    1. Joseph Pholien (1950–1952)
    2. Jean Van Houtte (1952–1954), lista
- Bulgária (népköztársaság)
  - A kommunista párt vezetője – Vulko Cservenkov (1949–1954), a Bolgár Kommunista Párt főtitkára
  - Államfő – Georgi Damianov (1950–1958), lista
  - Kormányfő – Vulko Cservenkov (1950–1956), lista
- Csehszlovákia (népköztársaság)
  - A kommunista párt vezetője – Klement Gottwald (1929–1953), a Csehszlovák Kommunista Párt főtitkára
  - Államfő – Klement Gottwald (1948–1953), lista
  - Kormányfő – Antonín Zápotocký (1948–1953), lista
- Dánia (parlamentáris monarchia)
  - Uralkodó – IX. Frigyes király (1947–1972)
  - Kormányfő – Erik Eriksen (1950–1953), lista
  -  Feröer
    - Kormányfő – Kristian Djurhuus (1950–1959), lista
- Egyesült Királyság (parlamentáris monarchia)
  - Uralkodó – 
    1. VI. György Nagy-Britannia királya (1936–1952)
    2. II. Erzsébet Nagy-Britannia királynője (1952–2022)

  - Kormányfő – Sir Winston Churchill (1951–1955), lista
- Finnország (köztársaság)
  - Államfő – Juho Kusti Paasikivi (1946–1956), lista
  - Kormányfő – Urho Kekkonen (1950–1953), lista
  -  Åland – 
    - Kormányfő – Viktor Strandfält (1938–1955)
- Franciaország (köztársaság)
  - Államfő – Vincent Auriol (1947–1954), lista
  - Kormányfő – 
    1. René Pleven (1951–1952)
    2. Edgar Fauré (1952)
    3. Antoine Pinay (1952–1953), lista
- Görögország (monarchia)
  - Uralkodó – Pál király (1947–1964)
  - Kormányfő – 
    1. Nikolaosz Plasztirasz (1951–1952)
    2. Dimitriosz Kiouszopulosz (1952)
    3. Alexandrosz Papagosz (1952–1955), lista
- Hollandia (parlamentáris monarchia)
  - Uralkodó – Julianna királynő (1948–1980)
  - Miniszterelnök – Willem Drees (1948–1958), lista
- Izland (köztársaság)
  - Államfő – 
    1. Sveinn Björnsson (1944–1952)[1]
    2. Ásgeir Ásgeirsson (1952–1968), lista

  - Kormányfő – Steingrímur Steinþórsson (1950–1953), lista
- Írország (köztársaság)
  - Államfő – Seán T. O'Kelly (1945–1959), lista
  - Kormányfő – Éamon de Valera (1951–1954), lista
- Jugoszlávia (népköztársaság)
  - A kommunista párt vezetője – Josip Broz Tito (1936–1980), a Jugoszláv Kommunista Liga Elnökségének elnöke
  - Államfő – Ivan Ribar (1943–1953), Jugoszlávia Elnöksége elnöke, lista
  - Kormányfő – Josip Broz Tito (1943–1963), lista
- Lengyelország (népköztársaság)
  - A kommunista párt vezetője – Bolesław Bierut (1948–1956), a Lengyel Egyesült Munkáspárt KB első titkára
  - Államfő – 
    1. Bolesław Bierut (1944–1952)
    2. Aleksander Zawadzki (1952–1964), lista

  - Kormányfő – 
    1. Józef Cyrankiewicz (1947–1952)
    2. Bolesław Bierut (1952–1954), lista
- Liechtenstein
  - Uralkodó – II. Ferenc József herceg (1938–1989)
  - Kormányfő – Alexander Frick (1945–1962), lista
- Luxemburg (parlamentáris monarchia)
  - Uralkodó – Sarolta nagyherceg (1919–1964)[2]
  - Kormányfő – Pierre Dupong (1937–1953),[3] lista
- Magyarország (népköztársaság)
  - A kommunista párt vezetője – Rákosi Mátyás, (1945–1956), a Magyar Szocialista Munkáspárt első titkára
  - Államfő – 
    1. Rónai Sándor (1950–1952)
    2. Dobi István (1952–1967), az Elnöki Tanács elnöke, lista

  - Kormányfő – 
    1. Dobi István (1948–1952)
    2. Rákosi Mátyás (1952–1953), lista
- Monaco
  - Uralkodó – III. Rainier herceg (1949–2005)
  - Államminiszter – Pierre Voizard (1950–1953), lista
- NDK (Német Demokratikus Köztársaság) (népköztársaság)
  - A kommunista párt vezetője – Walter Ulbricht (1950–1971), a Német Szocialista Egységpárt főtitkára
  - Államfő – Wilhelm Pieck (1949–1960), az NDK Államtanácsának elnöke
  - Kormányfő – Otto Grotewohl (1949–1964), az NDK Minisztertanácsának elnöke
- NSZK (Német Szövetségi Köztársaság) (szövetségi köztársaság)
  - Államfő – Theodor Heuss (1949–1959), lista
  - Kancellár – Konrad Adenauer (1949–1963), lista
- Norvégia (parlamentáris monarchia)
  - Uralkodó – VII. Haakon király (1905–1957)
  - Kormányfő – Oscar Torp (1951–1955), lista
- Olaszország (köztársaság)
  - Államfő – Luigi Einaudi (1948–1955), lista
  - Kormányfő – Alcide De Gasperi (1945–1953), lista
- Portugália (köztársaság)
  - Államfő – Francisco Craveiro Lopes (1951–1958), lista
  - Kormányfő – António de Oliveira Salazar (1933–1968), lista
- Románia (népköztársaság)
  - A kommunista párt vezetője – Gheorghe Gheorghiu-Dej (1945–1954), a Román Kommunista Párt főtitkára
  - Államfő – 
    1. Constantin Ion Parhon (1947–1952)
    2. Petru Groza (1952–1958), lista

  - Kormányfő – 
    1. Petru Groza (1945–1952)
    2. Gheorghe Gheorghiu-Dej (1952–1955), lista
- San Marino (köztársaság)
  - San Marino régenskapitányai:
    1. Domenico Forcellini és Giovanni Terenzi (1951–1952)
    2. Domenico Morganti és Mariano Ceccoli (1952)
    3. Arnaldo Para és Eugenio Bernardini (1952–1953), régenskapitányok
- Spanyolország (totalitárius állam)
  - Államfő – Francisco Franco (1936–1975)
  - Kormányfő – Francisco Franco (1938–1973), lista
- Svájc (konföderáció)
  - Szövetségi Tanács:[4]
Philipp Etter (1934–1959), Karl Kobelt (1940–1954), elnök, Max Petitpierre (1944–1961), Rodolphe Rubattel (1947–1954), Josef Escher (1950–1954), Max Weber (1951–1953), Markus Feldmann (1951–1958)
- Svédország (parlamentáris monarchia)
  - Uralkodó – VI. Gusztáv Adolf király (1950–1973)
  - Kormányfő – Tage Erlander (1946–1969), lista
- Szovjetunió (szövetségi népköztársaság)
  - A kommunista párt vezetője – Joszif Sztálin (1922–1953), a Szovjetunió Kommunista Pártjának főtitkára
  - Államfő – Nyikolaj Svernyik (1946–1953), lista
  - Kormányfő – Joszif Sztálin (1941–1953), lista
- Trieszt Szabad Terület (megszállt terület)
  - Katonai kormányzó –
    - A zóna – Sir John Winterton (1951–1954)
    - B zóna – Miloš Stamatović (1951–1954)
- Vatikán (abszolút monarchia)
  - Uralkodó – XII. Piusz pápa (1939–1958)
  - Államtitkár – Nicola Canali bíboros (1939–1961), lista
  - Apostoli Szentszék – Domenico Tardini bíboros (1952–1961), lista

## Afrika
- Dél-afrikai Unió (monarchia)
  - Uralkodó – 
    1. VI. György Nagy-Britannia királya (1936–1952)
    2. II. Erzsébet Dél-Afrika királynője (1952–1961)

  - Főkormányzó – Ernest George Jansen (1951–1959), lista
  - Kormányfő – Daniël François Malan (1948–1954), lista
- Egyiptom (monarchia)
  - Uralkodó – 
    1. I. Farúk király (1936–1952)
    2. II. Fuad király (1952–1953)

  - Kormányfő – 
    1. Musztafa el-Nahhasz (1950–1952)
    2. Ali Mahir Pasa (1952)
    3. Ahmad Nadzsib al-Hilali (1952)
    4. Huszein Szirri Pasa (1952)
    5. Ahmad Nadzsib al-Hilali (1952)
    6. Ali Mahir Pasa (1952)
    7. Muhammad Naguib (1952–1954), lista
- Etiópia (monarchia)
  - Uralkodó – Hailé Szelasszié császár (1930–1974)[5]
  - Miniszterelnök – Makonnen Endelkacsu (1942–1957), lista
- Libéria (köztársaság)
  - Államfő – William Tubman (1944–1971), lista
- Líbia (monarchia)
  - Uralkodó – I. Idrisz király (1951–1969)
  - Kormányfő – Mahmud al-Muntaszir (1951–1954), lista

## Dél-Amerika
- Argentína (köztársaság)
  - Államfő – Juan Domingo Perón (1946–1955), lista
- Bolívia (köztársaság)
  - Államfő – 
    1. Hugo Ballivián (1951–1952), a bolíviai Katonai Junta elnöke
    2. Hernán Siles Zuazo, ügyvivő, (1952)
    3. Víctor Paz Estenssoro (1952–1956), lista
- Brazília (köztársaság)
  - Államfő – Getúlio Vargas (1951–1954), lista
- Chile (köztársaság)
  - Államfő – 
    1. Gabriel González Videla (1946–1952)
    2. Carlos Ibáñez del Campo (1952–1958), lista
- Ecuador (köztársaság)
  - Államfő – 
    1. Galo Plaza (1948–1952)
    2. José María Velasco Ibarra (1952–1956), lista
- Kolumbia (köztársaság)
  - Államfő – Roberto Urdaneta Arbeláez (1951–1953), lista
- Paraguay (köztársaság)
  - Államfő – Federico Chávez (1949–1954), lista
- Peru (köztársaság)
  - Államfő – Manuel A. Odría (1950–1956), lista
  - Kormányfő – Zenón Noriega Agüero (1950–1954), lista
- Uruguay (köztársaság)
  - Államfő – Andrés Martínez Trueba (1951–1955), lista
- Venezuela (köztársaság)
  - Államfő – 
    1. Germán Suárez Flamerich (1950–1952), a venezuelai Katonai Junta vezetője
    2. Marcos Pérez Jiménez (1952–1958), lista

## Észak- és Közép-Amerika
- Amerikai Egyesült Államok (köztársaság)
  - Államfő – Harry S. Truman (1945–1953), lista
- Costa Rica (köztársaság)
  - Államfő – Otilio Ulate Blanco (1949–1953), lista
- Dominikai Köztársaság (köztársaság)
  - De facto országvezető – Rafael Trujillo Molina (1930–1961)
  - Államfő – 
    1. Rafael Trujillo Molina (1942–1952)
    2. Héctor Trujillo (1952–1960), lista
- Salvador (köztársaság)
  - Államfő – Óscar Osorio (1950–1956), lista
- Guatemala (köztársaság)
  - Államfő – Jacobo Árbenz (1951–1954), lista
- Haiti (köztársaság)
  - Államfő – Paul Magloire (1950–1956), lista
- Honduras (köztársaság)
  - Államfő – Juan Manuel Gálvez (1949–1954), lista
- Kanada (parlamentáris monarchia)
  - Uralkodó – 
    1. VI. György Kanada királya (1936–1952)
    2. II. Erzsébet Kanada királynője (1952–2022)

  - Főkormányzó – 
    1. Harold Alexander (1946–1952)
    2. Thibaudeau Rinfret (1952), ügyvivő
    3. Vincent Massey (1952–1959), lista

  - Kormányfő – Louis St. Laurent (1948–1957), lista
- Kuba (népköztársaság)
  - Államfő – 
    1. Carlos Prío Socarrás (1948–1952)
    2. Fulgencio Batista (1952–1959), lista

  - Kormányfő –
    1. Óscar Gans (1951–1952)
    2. Fulgencio Batista (1952), lista
- Mexikó (köztársaság)
  - Államfő – 
    1. Miguel Alemán Valdés (1946–1952)
    2. Adolfo Ruiz Cortines (1952–1958), lista
- Nicaragua (köztársaság)
  - Államfő – Anastasio Somoza (1950–1956), lista
- Panama (köztársaság)
  - Államfő – 
    1. Alcibíades Arosemena (1951–1952)
    2. José Antonio Remón Cantera (1952–1955), lista

## Ázsia
- Afganisztán (köztársaság)
  - Uralkodó – Mohamed Zahir király (1933–1973)
  - Kormányfő – Sah Mahmúd Khan (1946–1953), lista
- Bhután (abszolút monarchia)
  - Uralkodó – 
    1. Dzsigme Vangcsuk király (1926–1952)
    2. Dzsigme Dordzsi Vangcsuk király (1952–1972)

  - Kormányfő – 
    1. Szonam Topgaj Dordzsi (1917–1952)
    2. Dzsigme Palden Dordzsi (1952–1964), lista
- Burma (köztársaság)
  - Államfő – 
    1. Szao Sve Thaik (1948–1952)
    2. Ba U (1952–1957), lista

  - Kormányfő – U Nu (1948–1956), lista
- Ceylon (alkotmányos monarchia)
  - Uralkodó – 
    1. VI. György Ceylon királya (1948–1952)
    2. II. Erzsébet, Ceylon királynője (1952–1972)

  - Főkormányzó – Herwald Ramsbotham báró (1949–1954), lista
  - Kormányfő – 
    1. D. S. Senanayake (1947–1952)[6]
    2. Dudley Senanayake (1952–1953), lista
- Fülöp-szigetek (köztársaság)
  - Államfő – Elpidio Quirino (1948–1953), lista
- India (köztársaság)
  - Államfő – Radzsendra Praszad (1950–1962), lista
  - Kormányfő – Dzsaváharlál Nehru (1947–1964), lista
- Indonézia (köztársaság)
  - Államfő – Sukarno (1945–1967), lista
  - Kormányfő – 
    1. Soekiman Wirjosandjojo (1951–1952)
    2. Wilopo (1952–1953), lista

  -  Indonézia Iszlám Állam (el nem ismert szakadár állam)
    - Vezető – Sekarmadji Maridjan Kartosuwirjo (1949–1962), imám
- Irak (monarchia)
  - Uralkodó – II. Fejszál iraki király (1939–1958)
  - Kormányfő – 
    1. Nuri asz-Szaid (1950–1952)
    2. Musztafa Mahmud al-Umari (1952)
    3. Nureddin Mahmud (1952–1953), lista
- Irán (monarchia)
  - Uralkodó – Mohammad Reza Pahlavi sah (1941–1979)
  - Kormányfő – 
    1. Mohammad Moszaddegh (1951–1952)
    2. Ahmad Kavam (1952)
    3. Mohammad Moszaddegh (1952–1953), lista
- Izrael (köztársaság)
  - Államfő – 
    1. Háim Weizmann (1948–1952)
    2. Jószef Szprinzak (1952), ügyvivő
    3. Jichák Ben Cví (1952–1963), lista

  - Kormányfő – Dávid Ben-Gúrión (1948–1954), lista
- Japán (Szövetségesi megszállás alatt) majd (parlamentáris monarchia)
- Japán megszállása 1952. április 28-án ért véget.
  - Uralkodó – Hirohito császár (1926–1989)
  - Kormányfő – Sigeru Josida (1948–1954), lista
  - Katonai kormányzó – Matthew Ridgway (1951–1952), a Szövetségesek főparancsnoka
- Jemen (monarchia)
  - Uralkodó – Ahmed bin Jahia király (1948–1955)
  - Kormányfő – Haszan bin Jahia (1948–1955), lista
- Jordánia (alkotmányos monarchia)
  - Uralkodó – 
    1. Talal király (1951–1952)
    2. Huszejn király (1952–1999)

  - Kormányfő – Taufík Abu al-Huda (1951–1953), lista
- Kína (népköztársaság)
  - A kommunista párt főtitkára – Mao Ce-tung (1935–1976), főtitkár
  - Államfő – Mao Ce-tung (1949–1959), lista
  - Kormányfő – Csou En-laj (1949–1976), lista
- Dél-Korea (köztársaság)
  - Államfő – Li Szin Man (1948–1960), lista
  - Kormányfő – 
    1. Csang Mjon (1950–1952)
    2. I Junjong (1952), ügyvivő
    3. Csang Tekszang (1952)
    4. Pek Tudzsin (1952–1954), lista
- Észak-Korea (népköztársaság)
  - A kommunista párt főtitkára – Kim Ir Szen (1948–1994), főtitkár, országvezető
  - Államfő – Kim Dubong (1947–1957),[7] Észak-Korea elnöke
  - Kormányfő – Kim Ir Szen (1948–1972), lista
- Libanon (köztársaság)
  - Államfő – 
    1. Bechara El Khoury (1943–1952)
    2. Fuad Csehab (1952), ügyvivő
    3. Camille Chamoun (1952–1958), lista

  - Kormányfő – 
    1. Abdallah El-Jafi (1951–1952)
    2. Szami asz-Szolh (1952)
    3. Nazim al-Akkari (1952)
    4. Szaeb Szalam (1952)
    5. Abdallah El-Jafi (1952)
    6. Khaled Csehab (1952–1953), lista
- Maszkat és Omán (abszolút monarchia)
  - Uralkodó – III. Szaid szultán (1932–1970)
- Mongólia (népköztársaság)
  - A kommunista párt vezetője – Jumdzságin Cedenbál (1940–1954), a Mongol Forradalmi Néppárt Központi Bizottságának főtitkára
  - Államfő – Goncsigín Bumcend (1940–1953), Mongólia Nagy Népi Hurálja Elnöksége elnöke, lista
  - Kormányfő – 
    1. Horlógín Csojbalszan (1939–1952)
    2. Jumdzságin Cedenbál (1952–1974), lista
- Nepál (alkotmányos monarchia)
  - Uralkodó – Tribhuvana király (1951–1955)
  - Kormányfő – Tribhuvana (1951–1955), lista
- Pakisztán (monarchia)
  - Uralkodó – 
    1. VI. György Pakisztán királya (1947–1952)
    2. II. Erzsébet Pakisztán királynője (1952–1956)

  - Főkormányzó – Malik Ghulam Muhammad (1951–1955)
  - Kormányfő – Sir Khavadzsa Nazimuddin (1951–1953), lista
- Szaúd-Arábia (abszolút monarchia)
  - Uralkodó – Abdul-Aziz király (1902–1953)
- Szíria (köztársaság)
  - Államfő – Fauzí Szelu (1951–1953), lista
  - Kormányfő – Fauzí Szelu (1951–1953), lista
- Tajvan (köztársaság)
  - Államfő – Csang Kaj-sek (1950–1975), lista
  - Kormányfő – Csen Cseng (1950–1954), lista
- Thaiföld (parlamentáris monarchia)
  - Uralkodó – Bhumibol Aduljadezs király (1946–2016)
  - Kormányfő – Plaek Phibunszongkhram (1948–1957), lista
- Törökország (köztársaság)
  - Államfő – Celal Bayar (1950–1960), lista
  - Kormányfő – Adnan Menderes (1950–1960), lista
- Dél-Vietnám (Vietnám Állam)
  - Államfő – Bảo Đại (1949–1955), lista
  - Kormányfő – 
    1. Trần Văn Hữu (1950–1952)
    2. Nguyễn Văn Tâm (1952–1953), lista
- Észak-Vietnám
  - A kommunista párt főtitkára – Trường Chinh (1941–1956), főtitkár
  - Államfő – Ho Si Minh (1945–1969), lista
  - Kormányfő – Ho Si Minh (1945–1955), lista

## Óceánia
- Ausztrália (parlamentáris monarchia)
  - Uralkodó – 
    1. VI. György Ausztrália királya (1936–1952)
    2. II. Erzsébet Ausztrália királynője (1952–2022)

  - Főkormányzó – Sir William McKell (1947–1953), lista
  - Kormányfő – Sir Robert Menzies (1949–1966), lista
- Új-Zéland (parlamentáris monarchia)
  - Uralkodó – 
    1. VI. György Új-Zéland királya (1936–1952)
    2. II. Erzsébet Új-Zéland királynője (1952–2022)

  - Főkormányzó – 
    1. Bernard Freyberg (1946–1952)
    2. Sir Humphrey O'Leary (1952)
    3. Sir Willoughby Norrie (1952–1957), lista

  - Kormányfő – Sidney Holland (1949–1957), lista